# Les Livres de Jakób
Les Livres de Jakób (Księgi Jakubowe), publié en 2014, traduit en français en 2018, est un roman de l'écrivaine polonaise Olga Tokarczuk.
Le sous-titre en est Le Grand Voyage à travers sept frontières, cinq langues et trois grandes religions, sans compter les petites.

## Résumé
Ce long roman historique se veut une reconstitution, aussi fidèle que possible, de la vie et de l'action de Jacob Frank (1726-1791), et du frankisme, mouvement et doctrine juive voyant Jacob Frank comme le messie des Juifs, s'appuyant sur une interprétation du Zohar, et dont un slogan serait : Nous sauvons le monde parce qu'il est mal fait.
L'enquête, à charge et à décharge, repose sur des témoignages, successifs, souvent divergents et incomplets.
Le mouvement minoritaire, actif principalement au Yiddishland, surtout entre 1750 et 1780, est présenté de l'intérieur, pas par Jacob Frank, qui semble avoir beaucoup discouru, privilégiant la seule transmission orale, et dont la seule trace écrite serait des lettres dictées, mais par le personnage de Nahman, qui au début prend des notes sans autorisation, voire avec interdiction, puis sur exigence de Jacob Frank, dont la notation des rêves de Jacob, (puis de ceux d e sa fille Ewa, etc).
Il est présenté également de l'extérieur par des personnages proches de Jacob, pas forcément (ou pas uniquement) juifs, comme Pinkas, et divers Polonais, soutiens ou opposants, surtout catholiques, dont témoignent les lettres croisées du prêtre encyclopédiste Benedykt Chmielowski et d'Elżbieta Drużbacka, poétesse baroque.
Parmi les adversaires déclarés, les Talmudistes et/ou rabbins ralliés, les Kabbalistes, et une partie de la classe dirigeante qui voient là encore une secte à réduire et détruire, comme l'ont été récemment les anabaptistes antitrinitaires.
Une grande partie se déroule en Podolie, entre Pologne et Ukraine contemporaines, à l'époque de la république des Deux Nations (1569-1795), du royaume de Galicie et de Lodomérie (1772-1918, sous domination austro-hongroise), de la principauté de Moldavie (1359-1859, sous supervision ottomane).
Le Conseil des Quatre Pays (1589-1764), basé à Lublin, est une sorte de parlement juif autonome, reconnu par le roi de Pologne, apte à prendre des décisions religieuses et civiles. Traditionaliste, il veille à défendre les intérêts et la sécurité de la communauté. Il est donc amené à réagir lorsque apparaissent des troubles, des sectes.
De nombreux personnages, juifs, cosmopolites, polyglottes, commercent, circulent, transportent des marchandises, de l'argent, des livres, des chants et des idées dans toute la partie orientale de l'Europe : Salonique (La Jérusalem des Balkans), Istanbul (Constantinople), Brousse (Bursa), Smyrne (Izmir), Lublin, Varsovie, Lviv (Lwöw, Lemberg), Dresde, Francfort, Brünn (Brno), Prague, Vienne, Baltikum, Königsberg, Gdansk, etc.
Bien plus nombreux encore sont les personnages secondaires, juifs surtout, attachés à une judéité ashkénaze traditionnelle, parlant yiddish, et un peu hébreu pour la foi, et pour le quotidien les langues des voisins proches et la langue de l'administration dirigeante. 
Et tous vivent comme une minorité dans des sociétés plurielles et/ou multiculturelles, avec la vie courante, la misère, les frictions, les incompréhensions, les pogroms...
Parmi les lieux évoqués plus que décrits : Rohatyn, Lanckorona, Lublin...

## Présentation
La présentation est atypique : chapitrage (progressif) en haut de page de droite (1 à 31), pagination (régressive) en haut de page de gauche (de 1029-1028 à 54).
De nombreuses illustrations remarquables figurent, sans source, légende ni commentaire.
Une note bibliographique de l'auteure est placée en fin de volume, indiquant des sources d'une dizaine de langues.

## Personnages
La plupart (ou la totalité) des personnages sont historiques.
Un index n'est pas fourni dans l'ouvrage (en version française).
Citer les plus présents peut permettre de clarifier quelques relations au frankisme, et le sérieux du travail de documentation, de conception et d'écriture de l'auteure.

### Jacob Frank
Jacob Frank étant le personnage principal du livre, il n'est pas question de révéler trop d'éléments.
Né Jakób Lejbowicz en 1726 en Podolie, il émigre avec son père Iehuda Lejb ex-Buchbinder (de Czenioiowce) en 1730 en Moldavie, sous domination ottomane.
Le judaïsme orthodoxe (Talmudistes) est très présent, concurrencé par des Antitalmudistes, surtout sabbatéens.
Il est l'élève d'Isohar (de Podhajce).
Après des études à Smyrne, sa première expérience en commerce résidentiel, auprès d'Abraham, beau-frère de Iehuda Tor ha-Levi, dans sa boutique de Craiova (tapis, kilims, châles, pierres précieuses et bijoux, douceurs...), est assez désastreuse
Il participe ensuite à du commerce caravanier, entre autres vers Salonique et Smyrne,
Il fréquente des milieux sabbatéens, et chiites soufi bektachi et/ou alévi. 
Il rencontre Kohn, de Salonique, successeur de Sabbataï Tsévi, dès 1716, le dieu incarné.
Le groupe attend et espère la venue du Messie.
Il ouvre une école, un Beth Midrash, à Salonique en 1754 : trône, auréole, visions, rêves...
La danse mystique qu'il se met à pratiquer est proche du Samā‘, façon mevlevi : le souffle est entré dans Jakob (p. 773). Excusé comme étant un innocent de Dieu par Nahman, il est considéré par les forces de l'ordre comme un fou.
La forme de chant qu'il institue ressemble au nigoun.
Chant et danse constituent une communion joyeuse avec la divinité, un peu à la manière du hassidisme.
Il se marie en 1752 avec Chana fille du grand Iehuda Tor ha-Levi, alors âgée de 14 ans. Deux des témoins sont sabbatéens et/ou alévis-bektachis.
Du mariage naissent Lejba, futur Emmanuel, et Awacza, future Ewa ou Ewunia.
Le frère jumeau de Chana, Chaïm, joue également un rôle important. Elle meurt en 1770 alors que Jakób est emprisonné à Czestochowa.
Selon Nahman, Jakob n'a nul besoin de désirer quoi que ce soit. Jakob est l'instrument de forces primales.[...] Son devoir est de détruire l'ordre nouveau (p. 636).

### Elisha Shorr
Elisha Shorr, presque sexagénaire, rabbin de Rohatyn (Ukraine), maître d'école Beth Misrahi pour onze élèves (dont ceux de ses six enfants encore en âge).
- Haya, douée de dons de prophétie (en état de transe).
- Salomon Szor, 30 ans, époux de Haïkele, devenu Franciszek Łukasz Wołowski, secrétaire du roi de Pologne Stanislas Auguste et anobli en 1791, père de François Wołowski (1786-1844)), avocat et homme politique polonais.
- Natan, 28 ans, commerçant avec les Turcs, mariée à une Lituanienne.
- Iehuda, Lejb, plaisantin, le Cosaque, habillé à la polonaise, chargé de l'approvisionnement de la forteresse, souvenir du soulèvement de Khmelnytsky (1648-1657), rapidement veuf (épouse morte en couches).
- Izaak, plus tard Jérémie, jambes torses, à marier avec Freina, de la famille Hirsz, rabbin de Lanckorona (le Cochon), avec deux enfants, Mosze (14 ans) et Malka.
- Hrycko, orphelin de famille chrétienne orthodoxe, adopté ou presque (avec son frère Oleska) pour le marché des chevaux, intermédiaire, rabatteur et interprète (yiddish-polonais).

Lors du mariage d'Izaak, sont invités et présents :
- Ienta et Izrael,
- Asher Lindner,
- Zalman Dobruszka et son épouse Szejndel, de Brünn (Moravie),
- Berek Smetanke, Crème fraîche, oncle qui a financé les études de plusieurs jeunes gens,

Il reçoit la visite du prêtre, qui lui demande d'accéder à sa riche bibliothèque (en échange d'un livre).
Lors de troubles, des autodafés du Talmud sont commis dans toute la Podolie, avec des actes équivalents en retour (de la part des traditionalistes) contre les sectaires, autodafés au Zohar et autres écrits interdits aux Juifs pieux
Elisha Shorr est agressé, une clavicule cassée.
Il livre en dépôt chez le prêtre une pleine voiture de livres en hébreu.
La famille se convertit au christianisme en 1759 et adopte des prénoms (et des noms) chrétiens.

### Ienta
Ienta, de Korolówka est l'aïeule de Jakób  et l'ancêtre de nombreuses familles. Invitée au mariage du fils Shorr au début du récit, elle est accompagnée par son petit-fils Izrael, époux de Sobla, parents de Pesele et Freina.
Elle est la fille de Majer (de Kalisz), qui a fait le voyage à Gallopoli pour rencontrer Sabbataï Tsévi incarcéré (avant sa conversion).
Elle a été mariée jeune par ses parents.
Centenaire, champignon sec, visage ridé marron, après avoir avalé quelque chose, parvient à ne pas mourir, ni avant ni pendant le mariage, ce qui aurait perturbé et invalidé le mariage. Haya mène une danse de transe dans l'espoir de suspendre la mort de Ienta. On lui introduit dans la bouche une sorte de talisman, qui étrangement n'est pas retrouvé quand tous les invités sont partis.
Ienta est le prénom que lui a donné son père; il signifie "celle qui diffuse les nouvelles et enseigne aux autres". Elle est l'objet d'une vénération populaire durable.
Des pérégrins viennent prier et demander des objets qui ont été en contact avec elle.
On finit par l'évacuer ensuite dans une caverne, où elle semble survivre.
À cette occasion, est évoquée toute une mystique des cavernes. Le Tombeau des Patriarches ou Caverne Machpéla serait en contact avec le centre du monde (p. 296), ainsi que la Vierge noire de Jasna Góra à Częstochowa.
Avant sa mise en caverne, Ienta se souvient, rêve, et lit les rêves des autres.
Depuis sa résidence souterraine, elle observe toute l'évolution du monde et en quelque sorte en rend compte au lecteur.
En 1942, 5 familles, soit 38 personnes, refusant de se faire enregistrer comme juives, auprès des autorités allemandes, quittent le village et se réfugient dans le gouffre (où veille Ienta). Tous survivent jusqu'en avril 1944, où on les avertit du départ des 
Allemands.
« Elle se situe en dehors du temps, ignore l'espace, adopte différents points de vue, général, subjectif, et permet de réunir ce livre dans un ensemble. Je pense que Ienta a sauvé mon roman, elle n'est pas uniquement mon alter ego, car, à la fin de ce livre, Ienta voit l'autrice, la pauvre, qui est fatiguée d'écrire sur son clavier. Ienta est un personnage immortel qui disparaît après avoir dicté son livre à l'autrice. Et c'est l'autrice qui finalement se retrouve seule dans une rencontre avec le public, invitée à s'expliquer sur le texte. »

### Nahman
« Y a-t-il homme plus ardent et plus naïf que le rabbin de Busk, Nahman Szmulowicz, Nahman ben Samuel » (p. 553, Moliwda) ?
Nahman Samuel ben Lévi (1721-1792) a été admirateur de Baal Shem Tov (1698-1760), le BeShT, et de la pensée hassidique, mais n'est évidemment pas Nahman de Bratslav (1772-1810), petit-fils du Besht.
Il a écrit La vie de Sabbataï Tsevi (1626-1676), considéré de son temps comme le Messie par un grand nombre de Juifs, et inspirateur de la secte turque des Sabbatéens ou Dönme puis converti à l'Islam.
Il est également auteur d'un texte Les reliquats, une sorte de journal intime dans lequel je parle alors davantage de moi que de Jakob. Ses paroles et ses actes sont passés au tamis de ma médiocrité tortueuse (p. 374).
À partir du séjour à Brünn, Jakob décide de la tenue d'un journal (en partie par Nahman), Les paroles du Maître (p. 228) en polonais, allemand, hébreu, yiddish, ladino, et un peu en turc.
Nahman et ses collègues consignent également les rêves de Jakób, Ewa et d'autres.
Nahman Samuel ben Lévi prend par la suite le nom de Piotr Jakobovski, Le Pierre de Jakob.
Dès mon enfance, je m'imbibais des éternelles récriminations à l'encontre de la création (p. 931).
Il est marqué par la mystique juive de la Markaba, la Kabbale, la gématrie, la numérologie, la numération hébraïque, le numéro cabalistique, comme son collègue Jeruchim.
C'est également à travers lui qu'est abordée une réalité assez proche : le soufisme, Osman Baba (1378-1478), En Sof, Malâmati, Isaac Louria (1534-1572)...
Déphasé par cette vie de seigneur à Brünn, il prend ses distances.
Pourtant, il mène la seconde ambassade de Jakob au Grand Turc, dont l'échec lui vaut d'être fouetté sur ordre de Jakób.
Son amour/amitié/admiration pour Jakób perturbe sa vie familiale.
Il vit longtemps séparé de son épouse Léa et de ses enfants.
Il a deux filles, Anna et Rozalia.
À un moment, dans ses carnets, vaste travail de compilation, il évoque l'illusion du prestidigitateur (p. 58), laissant au lecteur toute interprétation.

### Benedikt Chmjelowski
Benedykt Chmielowski (1700-1763) est curé de Firlej, doyen de Rohatyn. Jeune homme, il a pu être amoureux de Joanna Maria Jablowaska, morte trop tôt. Il est accompagné par son cocher Roszko.
Admirateur d'Athanasius Kircher (1602-1680), il est le premier encyclopédiste polonais. Il a publié en 1745-1746 La Nouvelle Athènes (Nowe Ateny (pl)), dont il prépare une seconde édition augmentée (publiée de 1754 à 1764), en attente d'approbation épiscopale. Il en propose un exemplaire à chacune de ses rencontres de la bonne société. Son travail se veut compilation d'informations sourcées. Il est cependant accusé de plagiat et doit se défendre.
Il s'intéresse à la caméra obscura, et aux livres juifs. Dans ce cadre, il offre un exemplaire de La Nouvelle Athènes au rabbin Shorr, qui finit par lui offrir un exemplaire de la Kabbale Denudata (p. 623). Lors du voyage à Rohatyn, il est mis en contact avec la poétesse baroque Elzbieta Druzbacka, ravie de rencontrer une telle personnalité. Ils vont continuer une forme d'amitié réciproque à échanger de nombreuses missives, partiellement reprises dans le roman. Il pourrait même se mettre à apprécier sa poésie.

### Elżbieta Drużbacka
Elżbieta Drużbacka (1685-1765), poétesse baroque, arrive à Rohatyn comme accompagnatrice de la comtesse Kossakowska.
Elle est amenée à rencontrer le doyen catholique de Rohatyn, l'écrivain encyclopédiste Benedikt Chmjelowski.
De cette estime réciproque naît une correspondance importante.
Cependant, elle néglige la poésie pour se consacrer au commerce de vin.

### Katarzyna Kossakowska
La comtesse Katarzyna Kossakowska (1716-1803), née Potocka, et l'épouse d'Asher (Stanislas) Kossakowski, comte palatin de Kazimierz, boiteux, bossu, arthritique.
Envoyée de Klemens Branicki, accompagnée d'Agnieszka et d'Elzbieta Druzbacka, se rend chez son parent Szymon Labecki, staroste de Rohatyn, époux de Pelagia Potocka.
Cette visite le dérange dans ses projets de jeux de carte.
Souffrant de règles douloureuses, elle fait appel au mire Rubine, le meilleur médecin de Rohatyn, juif, sauvé du mariage par la mort de sa fiancée. 
Il est recommandé par Szymon Labecki, sont il soigne les pieds.
Surnommée parfois La Terrible, La Virago, elle fume.
Elle s'intéresse à nos puritains juifs (p. 597), elle s'engage auprès de ses enfants, ses puritains.
Elle met à leur disposition, provisoirement, un manoir en mélèze à Wojsławice (p. 318).

### Moliwda
Antoni Kossakowski (pl) (1718-1786), poète, intellectuel, aventurier, est originaire de Samogitie (ouest de la Lituanie, près de la Prusse) une des dernières régions à devenir officiellement chrétienne (1413). Il parle polonais, grec, turc, avec quelque vocabulaire hébraïque. Il a été copiste à la chancellerie, puis, à la suite de maladresses, il est déplacé dans un domaine écarté, au moulin de Mendel Kozorowicz. Par mariage volé, avec sa fille Malka (Malgorzarta, et ses quatre sœurs, ils vivent une république judéo-enfantine (p. 808)
Il change de climat pour le Mont Athos, où il devient à proximité heureux et léger, surtout dans l'auberge dirigée par Irena, veuve respectée, La Mère, et ses deux castrats à poitrine (p. 815).
Il vit dans son village de Bogomiles : égalité, alimentation végétarienne, entre Baubeo et Bacchus.
Plus tard, vers 1753, à Smyrne, sans doute devenu bektachi, il prend le nom de Moliwda, fréquente Nahman et Reb Mordke, avec lesquels il discute (néfesh/soma, ruah/psyché, neshama/pneuma)(p. 821).
Avec Anna Popielslaivska, il participe au rachat d'Européens prisonniers des Turcs.
Il rencontre Jakob.
Par la suite, retrouvant ses origines nobles, il est nommé par l'archevêque Władysław Aleksander Łubieński, à un poste de responsabilité, chef de la cour archiépiscopale.

### Personnalités religieuses chrétiennes catholiques
- Kajetan Sołtyk (1715-1788), évêque de Kiev, puis de Cracovie. Encore évêque coadjuteur de Kiev, grand joueur de cartes, il s'endette, jusqu'à mettre en gage ses insignes épiscopaux (mitre, croix et crosse) auprès des banquiers juifs (très réticents) de Zytomierz (Jytomyr). Puis il les dénonce de trafic, en fait arrêter quatorze, torturer, mettre à mort. Seul Zelik va s'échapper, et tenter de se plaindre au pape à Rome. L'engagement de ses insignes se répète. Plus tard, il est l'un des députés polonais arrêtés par les Russes pour non-coopération, et désormais définitivement indisponible.
- Mikolai Dembrovski (?-1757), évêque de Kamianets, nommé archevêque de Lwow, et mort avant intronisation, qui a contribué à l'expulsion des Juifs de Kaminiets, et qui écrit au nonce apostolique La secte doit être persécutée (p. 707). Ses obsèques le 29 janvier 1758, pompes funèbres, sont célébrées selon les trois rites catholiques, le romain, l'uniate et l'arménien (p. 658).
- Andrzej Stanisław Załuski (1695-1758), évêque de Cracovie.
- Józef Andrzej Załuski (1702-1774), évêque catholique polonais de Kiev, cofondateur de la Bibliothèque Załuski (1747), le très éclairé évêque, finalement arrêté par les Russes.
- Władysław Aleksander Łubieński (1703-1767), archevêque de Lwów (1758–1759) et archevêque de Gniezno et primat de Pologne (1759-1767), ce vaniteux évêque tristounet fait nommer Moliwda chef de cour, sur recommandation expresse de Katarzyna Kossakowska. Dans une lettre, il fulmine contre le mysticisme et le bektachisme des frankistes : une communauté de bogomiles ou de pauliniens (p. 400), une bande d'escrocs (p. 349, tout juste capables d'une conversion proforma.
- Józef Kazimierz Kossakowski (pl) (1736-1794), journaliste, romancier, écrivain et traducteur, évêque de Livonie et Pilty à partir de 1781.
- Le père Gaudensky Pikolski, quadragénaire, adminsitrateur de la seconde disputatio.
- Le prieur de Częstochowa de 1760 à 1773, alors lieu de détention de Jakob, Ksawery Rotter (1708-1784).

### Autres personnalités juives
- Mordekhaï ben Elie Margalit, connu sous le nom de Reb Mordke, qui dirige une caravane en 1749 avec des marchands Juifs, Arméniens, Polonais, Turcs, Valaques, etc. Reb Mordke raconte son intérêt pour Sabbataï, et ajoutait au tabac que nous fumions dans nos pipes un petit grumeau de résine de chanvre. Nahman qui le considère comme son maître l'accompagne.
- Pinkas, secrétaire de Rapaport (rabbin de Lwöw), veuf, remarié, père de Gitla,
- Asher Rubine, meilleur mire de Rohatyn, dont le père kabbaliste était métayer d'un propriétaire nobiliaire des Radzwilli et la mère tenait l'auberge. Après des études de médecine (écourtées) en Italie, revenu au pays, il est médecin apprécié et il fabrique des lunettes, parle yiddish, hébreu, polonais, italien et assez bien allemand. Gitla se réfugie auprès de lui, avec son fils, désormais Samuel Ascherbach. En 1759, Pinkas lui propose de devenir médecin dans un hôpital juif à Vienne. Rudolf Josef Ascherbach se spécialise en opérations de la cataracte, et la lunetterie. Gitla accouche de deux filles de Rubine, Gertruda et Anna Ascherbach.
- Krysa, rabbin de Nadworna, bon polonophone, ni trop juifs ni trop chrétiens (p. 684).
- Osman de Czernowce, époux de Hawa, dirige un temps la communauté d'Iwane.
- Mosze, de Podhajce, rabbin instruit, bon acteur.

### Autres personnalités, membres de la noblesse polonaise
- Jan Klemens Branicki (1689-1771), hetman de la Couronne, voïvode de Cracovie (1746), castellan de Cracovie (1762), propriétaire de douze villes, deux cent cinquante sept villages et dix-sept palais, et le plus riche et le plus puissant aristocrate polonais de son temps.
- Le prince Jerzy Marcin Lubomirski, de la Maison Lubomirski, commandant de la garnison de Kamianets, bruyant commandant de la région, converti au judaïsme, responsable de la petite armée de Jakob à Offenbach.
- Hiéronim Florian Radziwill, de la Maison Radziwill, magnat qui organise chasses et réceptions.
- Mme Katarzyna Deym, veuve du directeur de la Poste Royale de Lwöw, et qui dirige l'imprimerie avec sa sœur Mme Golczewsky.

### Mosze Dobruška
La famille Dobruška, ou Gutenfeld est établie à Prostějov (ou Prossnitz, Région d'Olomouc, Moravie, Tchéquie actuelle).
Elle est proche du rabbin Jonathan Eybeschutz (1690-1764).
Dans la dernière partie du roman, Jakób, sa fille et leur suite retrouvent la famille Dobruška, Zalman et son épouse Szejndel Hirsz, une cousine de Jakób; ils rencontrent un de leurs fils Mosze, qui se convertit au catholicisme et devient Franz Thomas von Schönfeld. Adoubé par Jakób Frank, fiancé puis marié en mai 1775 à Elke von Popper (fille de Joachim Edler von Popper (en), il est tour à tour marchand, banquier, entrepreneur, franc-maçon, membre des Frères de St Jean l'Évangéliste d'Asie, puis membre des Illuminés de Bavière. Il rallie la France révolutionnaire devenant alors citoyen Français sous le nom de Junius Frey. Soupçonné d'espionnage il est guillotiné en 1794.

## Repères chronologiques
- 1749 : Caravane de l' Arménien Jakubowicz, avec Reb Mordke, Nahman, Nussen, Elisha Shorr, Jakob et d'autres à Salonique, Izmir, etc.
- 1752 : Épisode de l'Antéchrist.
- 1753 : Moliwda rencontre Jakob.
- 1753 (?) : Garde rapprochée de Jakob, constituée de deux jeunes femmes, la blonde de Busk, et la grande brune de Lwöw, Gitla, 19 ans, qui a échappé au mariage par ses provocations de liberté (habitée par un dibbouk, selon Rapaport, ou, selon Jekob, La Torah entre en elle.
- 1754 (?) : Grand voyage : Rohatyn, Dusk, Lanckorun. Arrestation, emprisonnement, intervention turque ottomane en défense d'un sujet ottoman, libération, exil, fuite.
- 1755 : Séisme du 1er novembre 1755 à Lisbonne.
- 1755 (?) : Fuite en Turquie, ou du moins en domaine ottoman, Moldavie ou Valachie, ce qui fait sans doute partie des plans de la rédemption (p. 605). Belle vie à Giurgiu, face à Roussé (Bulgarie actuelle). Puis installation au village d'Iwanie (Iwanie Złote, sur le Dniestr, près de Ternopil. La république de vrais-croyants est dirigée par Osman, en communauté (biens, repas, cuisine, travail, sexualité, enfants) et sans argent, et déjà l'imposition des mains par Jakob produit des guérisons.
- 1757 (?) : Jakob est enfermé chez les Bernardins : les adeptes varsoviens parlent trop des intentions, de fin du monde, de petits miracles.
- 1757 : Chaïm Kohen Rapaport (1699-1771)[3], rabbin de Lwöw, dont le secrétaire est Pinkas, écrit des Documenta Judaeos in Polonia Concernentia...[4], à l'origine de lettres rabbiniques affirmant leur différence par rapport à ces hérétiques à leur foi, dissidents, antitalmudistes : Aucun Messie ne viendra.
- 1757 : Demande de disputation, débat de Kaminiets, protection des antitalmuidistes.
- 1758 (?) : Moliwda est envoyé à Iwane pour observer, christianiser, retrouver une fraternité, puis pour Tanna. Déclarant qu'il faut au moins un baptême pour faire semblant (p. 566), il est conscient que Jakob est un escroc.
- 1759 (?) : Un tribunal rabbinique se tient à Lanckorun, avec Rapaport, sur les sabbasectateurs, surtout en raison d'une scène décriée, de sexe explicite (avec fenêtre et rideaux intentionnellement ouverts), de nudité féminine, de Haya Shorr avec une croix, de péché des adamites (p. 730). Ce qui provoque un décret de malédiction, d'anathème, d'excommunication (cherme ou, Herem) contre Jankiel Lejbowicz, de Korolowka.
- 1759 : l'observation du passage de la comète de Haley le 13 mars 1759 est interprété comme une marque de la mission de Jakob, ou comme la fin du monde. Seule, Ienta ne s'en soucie pas.
- 1759 : le 17 juillet 1759, la seconde disputation se tient dans la cathédrale de Lwöw. Le septième point du texte des schismatiques, ou prétendus Juifs libres porte sur l'utilisation du sang chrétien pour la Pessah, ou Pâques juive : vin rouge ou sang...
- 1759 (sans doute), Incident de Lublin, accusation de meurtre rituel peut-être également lié à la Grande Peste (1738, 1770-1772 à Moscou, 1772-1773 en Perse) : dénonciation calomnieuse, boycott des marchands juifs, harcèlement...
- 1759 : début de conversion au catholicisme chrétien : foire aux prénoms et aux parrains et marraines. Jakob se fait baptiser Jozef Frank, barbe rasée, avec pour parrain le roi Auguste III de Pologne. Les 500 convertis de 1759, sont 1000 en 1760, et 24 000 dans toute la Pologne en 1790.
- 1759 : La comtesse propose une installation provisoires dans un de ses domaines. Cela correspond à la demande déposée auprès du nonce apostolique à Varsovie, demandant de nous attribuer un territoire indépendant non loin de la frontière polono-ottomane (p. 424), afin de pouvoir devenir industrieux sans plus déranger leurs persécuteurs. L'idéal serait l'installation sur domaine royal, et non pas seulement aristocratique ou religieux.
- 1760-1772 : Convaincu de fausse conversion et de diffusion d'hérésie, Jakob est enfermé monastère de la forteresse de Częstochowa. Il est relâché à l'arrivée des troupes russes.
- 1773 : Installation de Jakob avec Ewa (18 ans) à Brünn, à proximité de la famille Dobruzka / Gutenfeld, de Prossnitz : Zalman, Szejndel et leurs enfants et parents. Développement de la Fraternité ou Confrérie ou Havourah. Mise en place du service des demoiselles, au moins pour réchauffer la couche de Jakob.
- 1776-1785 : Entrée en franc-maçonnerie, sur recommandation des amis : Adam Weishaupt (1748-1830), Illuminés de Bavière (1776-1785). Ewa est repérée par le baron Hans Heinrich von Ecker und Eckhoffen (de) (1750-1790), prétendant potentiel à un mariage. Audience auprès de Joseph II (empereur du Saint-Empire) (1741-1790) et de Marie-Thérèse d'Autriche (1717-1780), favorables à la promotion des Juifs en Autriche-Hongrie, et qui voient dans cette communauté des gens de partout et de nulle part, l'avenir de l'humanité. La négociation avec l'empereur (besoins financiers obligent) est un temps favorisé par le fait qu'Ewa devient un temps favorite de Joseph II.
- 1780-1785 : Mosze-Thomas, formé à la viennoise et aux Lumières (Diderot, Mosès Mendelssohn, Emmanuel Kant, Mozart, Haudn, Casanova, etc) montre la camera obscura, la machine qui joue aux échecs (1770) de Wolfgang von Kempelen, mais il place aussi les avoirs de la Confrérie à la Bourse, avant d'être recadré par Jakob. Tout au plus, la recherche d'une recommandation pour une principauté allemande serait pertinente.
- 1786 : Départ de Brünn pour Offenbach-sur-le-Main (Hesse-Darmstadt), près de Francfort-sur-le-Main, au château d'Isembourg (à Oberrad). L'arrivée de ce peuple de sauterelles ravit Sophie von La Roche (1730-1807). L’intendante de cette communauté est la louve Zwierzchowska, ex-Hawa, sœur de Jakob, épouse d'Osman), en compagnie de sa très jeune fille Eleonora Jezierzanska, fille d'Ewa. La suite d'environ 1 000 personnes vit grâce aux fonds envoyés des adeptes (de la confrérie) de Pologne et de Moravie.
- 1789 (?) : Anton Czerniawski, fils d'Izrael Osman, devient responsable, supérieur, coordinateur de la communauté. Les deux fils de Jakob, Roch et Jozef, sont mis de côté. Thomas/Mosze, assisté de son frère David/Emmanuel, tente dde prendre la relèver, d'envoyer Jakob se réchauffer en retraite en Italie, et d'épouser Ewa, en vain.
- 1791 : Jakob meurt. Gitla disparaît le même jour. Jakob est enterré le 12 décembre 1791. La communauté, avec des dettes invraisemblables, dure encore quelque temps sous la direction de la sainte Maîtresse, sa fille Ewa, à peu près assignée à résidence, mais recevant la visite de l'Empereur Alexandre de Russie.

## Repères idéologiques
Jakob, dès Salonique, est, en présence des disciples, par instants, traversé par Ruah ha Kodesh, extatique, possédé, habité par l'Esprit de Dieu, le Saint-Esprit divin, la Sainte Présence, la Shekhina.
Nahman déclare Nous sauvons le monde parce qu'il est mal fait, ce qui relève du tikkoun olam, le processus de réparation auquel l'homme peut contribuer. Qui ne se meut pas vers le haut stagne. Autrement dit, il chute (p. 553). C'est le principe de réparation.
Le projet de Jakob, tel qu'il est exprimé, à Brünn, tient en trois étapes : le baptême (ne plus être juif soumis à ségrégation, avec changement de nom et/ou de prénom, parrainage) qui permet l'accès à des privilèges dont la propriété de la terre et l'anoblissement, l'accès au savoir divin (Daal), le royaume d'Édom (dans l'autonomie et la paix).
Jakob développe, bien avant sa conversion, une notion de Trinité, pas trop chrétienne, dans la mesure où elle est complétée par la notion de présence divine, shekhina : la sagesse divine dissimulée, la lumière miraculeuse de la Sainte Demoiselle, qui marche devant Dieu, qui est le portail de Dieu, qui sera le véritable Sauveur (p. 697 entre autres).
En eschatologie juive, du moins dans la version qui s'appuie non sur le Talmusd, mais sur le Sefer HaZohar, à la fin des temps, tout sera inversé, et/ou rétabli dans l'ordre de la divinité.
Il est donc possible voire souhaitable d'anticiper ou d'accélérer l'apocalypse, en partie en inversant les commandements, plus concrètement, en ne respectant pas les codes de la cacherout, donc en consommant ce qui est interdit. 
Et les nourritures terrestres ne sont pas les seules que Jakob vise évidemment. 
D'où la transgression de certaines Mitzvot dans la Confrérie.
Selon le médecin Reichelt, tout le mouvement messianique est, en son genre, un moyen élaboré et complexe, pour soutirer de l'argent aux Juifs naïfs (p. 81).

## Accueil
Le lectorat francophone ne tarit pas d'éloges :
- L’épopée messiannique[5] d'un rustre mégalomane nourri de kabbale, meneur d'une fraternité en nomadisme géographique et identitaire.
- Un grand roman d’aventures messianiques[6]
- L'objectif reste de tenter de ressouder le monde[7].

En 2025, le magazine Télérama le classe parmi les 25 meilleurs romans du XXIe siècle.

## Récompenses et distinctions
- Prix Nike (2015)
- Prix Transfuge du meilleur roman européen 2018 pour Les Livres de Jakób[9]
- Prix Jan-Michalski de littérature 2018 pour Les Livres de Jakób[10]
- Prix Laure-Bataillon 2019 pour Les Livres de Jakób[11]